# Europees kampioenschap voetbal 1996
Het Europees kampioenschap voetbal mannen werd in 1996 gehouden in Engeland, van 8 tot en met 30 juni. Het was voor het eerst dat aan een EK zestien landen deelnamen. Het toernooi werd gewonnen door Duitsland.
België kwalificeerde zich niet voor de eindronde. Het eindigde in de groep op de derde plaats, achter Spanje en Denemarken. Nederland kwalificeerde zich op het nippertje. In de groep eindigde Nederland op basis van het onderlinge resultaat tegen Noorwegen op de tweede plaats, achter Tsjechië. Door een gewonnen beslissingswedstrijd tegen Ierland plaatste Nederland zich voor het EK 1996.

## Deelnemende landen
| Land        | Kwalificatie als | Datum kwalificatie | Eerdere deelnames aan EK1                   |
| ----------- | ---------------- | ------------------ | ------------------------------------------- |
| Engeland    | Gastland         | 5 mei 1992         | 4 (1968, 1980, 1988, 1992)                  |
| Roemenië    | Winnaar groep 1  | 15 november 1995   | 1 (1984)                                    |
| Frankrijk   | Tweede groep 1   | 15 november 1995   | 3 (1960, 1984, 1992)                        |
| Spanje      | Winnaar groep 2  | 15 november 1995   | 4 (1964,1980, 1984, 1988)                   |
| Denemarken  | Tweede groep 2   | 15 november 1995   | 4 (1964, 1984, 1988, 1992)                  |
| Zwitserland | Winnaar groep 3  | 11 oktober 1995    | 0 (Debuut)                                  |
| Turkije     | Tweede groep 3   | 15 november 1995   | 0 (Debuut)                                  |
| Kroatië     | Winnaar groep 4  | 15 november 1995   | 0 (Debuut)                                  |
| Italië      | Tweede groep 4   | 15 november 1995   | 3 (1968,1980, 1988)                         |
| Tsjechië    | Winnaar groep 5  | 15 november 1995   | 3 (19604, 19764, 19804)                     |
| Portugal    | Winnaar groep 6  | 15 november 1995   | 1 (1984)                                    |
| Duitsland   | Winnaar groep 7  | 15 november 1995   | 6 (19722, 19762, 19802, 19842, 19882, 1992) |
| Bulgarije   | Tweede groep 7   | 15 november 1995   | 0 (Debuut)                                  |
| Rusland     | Winnaar groep 8  | 15 november 1995   | 6 (19603, 1964, 19683, 19723, 19883, 19923) |
| Schotland   | Tweede groep 8   | 15 november 1995   | 1 (1992)                                    |
| Nederland   | Play-off         | 13 december 1995   | 4 (1976, 1980,1988, 1992)                   |

1 Een vetgedrukt jaartal betekent een kampioenschap tijdens dat toernooi
2 als West-Duitsland
3 Van 1960 tot 1988 speelde Rusland onder de naam Sovjet-Unie.
4 als Tsjecho-Slowakije

## Speelsteden

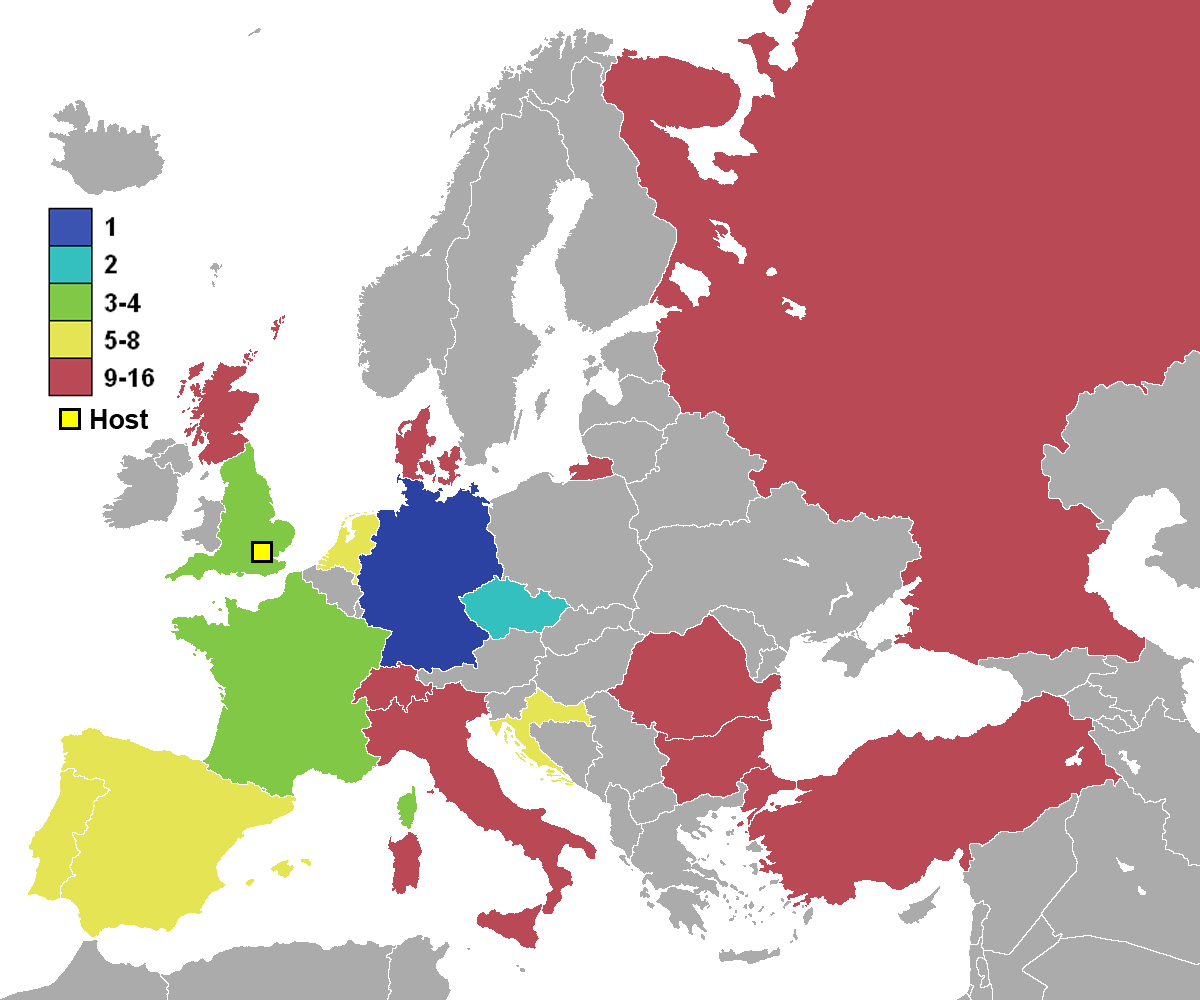
Deelnemende landen:
Winnaar
Tweede
Halvefinalisten
Kwartfinalisten
Uitgeschakeld in groepsfase

| Londen                             | Manchester                      | Liverpool                         | Birmingham                     |
| ---------------------------------- | ------------------------------- | --------------------------------- | ------------------------------ |
| Wembley Stadium Capaciteit: 78,000 | Old Trafford Capaciteit: 55.000 | Anfield Capaciteit: 41.000        | Villa Park Capaciteit: 40.000  |
|                                    |                                 |                                   |                                |
|                                    |                                 |                                   |                                |
|                                    |                                 |                                   |                                |
| Elland Road Capaciteit: 40.000     | Hillsborough Capaciteit: 39.000 | St James' Park Capaciteit: 37.000 | City Ground Capaciteit: 30.000 |
| Leeds                              | Sheffield                       | Newcastle                         | Nottingham                     |

## Groepsfase

### Potindeling
De loting vond plaats op zondag 17 december 1995 in het International Convention Centre in Birmingham. Engeland was als gastland automatisch ingedeeld in Pot 1. Denemarken was in die pot ingedeeld als titelhouder. Ook Duitsland en Spanje waren in deze pot geplaatst. De overige twaalf deelnemers werden vrijuit geloot over de vier groepen. Eerst werden de ongeplaatste landen geloot, waarbij de groepen de tijdelijke namen I, II, III en IV kregen. Vervolgens werden de vier geplaatste landen toegevoegd. De groep waar gastland Engeland in kwam (Groep III) werd automatisch Groep A. Voor de overige drie groepen werden ten slotte de letters van de overige groepen geloot, die bepaalden in welke steden de deelnemers hun groepsduels zouden afwerken. Zo werd Groep I uiteindelijk Groep D, Groep II werd B en Groep IV werd C.
| Pot 1 (Groepshoofd)                                           | Pot 2 |
| ------------------------------------------------------------- | --- |
| Engeland (gastland) Denemarken (titelhouder) Duitsland Spanje | Bulgarije Frankrijk Italië Kroatië Nederland Portugal Roemenië Rusland Schotland Tsjechië Turkije Zwitserland |

### Groep A
Midden jaren negentig was Ajax het meest aansprekende team van Europa met fris, aanvallend voetbal. Vlak voor het EK verloor Ajax de finale van de Champions League na strafschoppen tegen Juventus. Ajax maakte een vermoeide indruk en de Ajacieden Marc Overmars en Frank de Boer misten het EK vanwege blessures. Een sluimerend conflict kwam echter bij het Nederlands elftal aan de oppervlakte, de meer geroutineerde spelers kregen een veel beter contract, terwijl de jonge spelers afgescheept werden met mindere beloningen. Edgar Davids en Michael Reiziger besloten na Clarence Seedorf de club te verlaten en omdat het contract verlopen was verlieten deze spelers als gevolg van het Bosman-arrest transfervrij de club. Dat de donkere spelers mindere contracten kregen, gaf de zaak een racistisch karakter en de pers sprak over "de kabel". Het zorgde voor onrust rond het toch getalenteerde team.
In de eerste wedstrijd ging Nederland voortvarend van start en overspeelde het Schotse team en de scheidsrechter zag een zuivere handsbal over het hoofd. Na twintig minuten ging de storm al liggen en het team maakte een onrustige indruk. Vooral het verdedigingscentrum Edgar Davids - Clarence Seedorf blonk uit in een overdaad aan goede bedoelingen en foute beslissingen. De wedstrijd eindigde in een teleurstellend gelijkspel en Hiddink greep voor de wedstrijd tegen Zwitserland in, Davids nam de plaats in van de tegen Schotland geschorste Danny Blind. Tegen Zwitserland ging het nauwelijks beter: al vroeg in de wedstrijd werd Clarence Seedorf gewisseld, nadat hij ontsnapte aan een tweede gele kaart, de veel minder getalenteerde Johan de Kock verving hem en gaf de ploeg wat meer stabiliteit. Nederland kwam een aantal keren goed weg tegen de Zwitsers, die Nederland verrasten met een drie-mansaanval. Onder toeziend oog van vader Johan scoorde Jordi Cruijff een fraai doelpunt en vlak voor tijd besliste Dennis Bergkamp de wedstrijd na een lange voorzet van doelman Edwin van der Sar. De opluchting was groot na afloop, maar na de wedstrijd sloeg de stemming om: Davids verklaarde tegen een Zwitserse journalist, dat Hiddink vooral luisterde naar de mening van bepaalde spelers (Hiddink must get his head out of players' asses so he can see better). Er was vooral veel onvrede ten opzichte van zijn teamgenoten Ronald de Boer en Danny Blind. Disciplinaire maatregelen konden niet uitblijven en Davids werd uit de selectie gezet en de pers stortte zich op de problemen rond de selectie.
Ook de andere favoriet in deze groep Engeland speelde matig in het begin van het toernooi, tegen Zwitserland werd gelijk gespeeld. Er was veel consternatie rond het team ontstaan, nadat de selectie ontspoorde in een vliegtuig na een trip naar Azië, met name drankorgel Paul Gascoigne moest het ontgelden. In de tweede wedstrijd ging het nauwelijks beter, na een matige eerste helft scoorde Alan Shearer het eerste doelpunt, waarna doelman David Seaman een strafschop stopte en in de tegenaanval scoorde Gascoigne na een sterke, individuele actie. Iconisch was ook zijn manier van juichen, Gascoigne juichte op de grond, terwijl een teamgenoot water uit een bidon naar hem spoot.
Nederland en Engeland hadden genoeg aan een gelijkspel en heel Europa verwachtte dit ook, alleen Nederland was geen team meer na alle strubbelingen rond Edgar Davids en Engeland rook bloed. In de eerste helft nam Engeland al een voorsprong, Shearer benutte een strafschop. In de tweede helft stond het Wembley Stadium op zijn kop, Engeland walste over het zwakke Oranje heen en na 60 minuten stond het 4-0 voor Engeland door twee doelpunten van Teddy Sheringham en nog een van Shearer, vooral Paul Gascoigne maakte een ongrijpbare indruk. Schotland stond op dat moment met 1-0 voor tegen Zwitserland en was geplaatst, het was aan de uitblinkende Zwitserse doelman Pascolo te danken, dat het armoedig spelende Zwitserland geen monsternederlaag leed. In de 78e minuut scoorde invaller Patrick Kluivert het noodzakelijke tegendoelpunt voor Nederland, waardoor Oranje ondanks de zware nederlaag zich plaatste voor de kwartfinale, Schotland werd voor de zoveelste keer op doelsaldo uitgeschakeld op een groot toernooi.
| Land        | Wed | Win | Gel | Ver | DV | DT | +/− | Pnt |
| ----------- | --- | --- | --- | --- | -- | -- | --- | --- |
| Engeland    | 3   | 2   | 1   | 0   | 7  | 2  | 5   | 7   |
| Nederland   | 3   | 1   | 1   | 1   | 3  | 4  | –1  | 4   |
| Schotland   | 3   | 1   | 1   | 1   | 1  | 2  | –1  | 4   |
| Zwitserland | 3   | 0   | 1   | 2   | 1  | 4  | –3  | 1   |

|                                                  |             |                  |                       |                                                                                         |
| 8 juni 1996 «onderlinge duels» 15:00 uur (UTC+1) | Engeland    | 1 – 1            | Zwitserland           | Wembley Stadium, Londen Toeschouwers: 76.567 Scheidsrechter: Manuel Díaz Vega ( Spanje) |
| 8 juni 1996 «onderlinge duels» 15:00 uur (UTC+1) | Shearer 23' | Wedstrijdverslag | 83' (pen.) Türkyilmaz | Wembley Stadium, Londen Toeschouwers: 76.567 Scheidsrechter: Manuel Díaz Vega ( Spanje) |

|                                                   |                  |       |           |                                                                                    |
| 10 juni 1996 «onderlinge duels» 16:30 uur (UTC+1) | Nederland        | 0 – 0 | Schotland | Villa Park, Birmingham Toeschouwers: 34.363 Scheidsrechter: Leif Sundell ( Zweden) |
| 10 juni 1996 «onderlinge duels» 16:30 uur (UTC+1) | Wedstrijdverslag |       |           | Villa Park, Birmingham Toeschouwers: 34.363 Scheidsrechter: Leif Sundell ( Zweden) |

|                                                   |             |                  |                          |                                                                                        |
| 13 juni 1996 «onderlinge duels» 19:30 uur (UTC+1) | Zwitserland | 0 – 2            | Nederland                | Villa Park, Birmingham Toeschouwers: 36.800 Scheidsrechter: Atanas Uzunov ( Bulgarije) |
| 13 juni 1996 «onderlinge duels» 19:30 uur (UTC+1) |             | Wedstrijdverslag | 66' Cruijff 79' Bergkamp | Villa Park, Birmingham Toeschouwers: 36.800 Scheidsrechter: Atanas Uzunov ( Bulgarije) |

|                                                   |           |                  |                           |                                                                                           |
| 15 juni 1996 «onderlinge duels» 15:00 uur (UTC+1) | Schotland | 0 – 2            | Engeland                  | Wembley Stadium, Londen Toeschouwers: 76.864 Scheidsrechter: Pierluigi Pairetto ( Italië) |
| 15 juni 1996 «onderlinge duels» 15:00 uur (UTC+1) |           | Wedstrijdverslag | 53' Shearer 79' Gascoigne | Wembley Stadium, Londen Toeschouwers: 76.864 Scheidsrechter: Pierluigi Pairetto ( Italië) |

|                                                   |             |                  |             |                                                                                        |
| 18 juni 1996 «onderlinge duels» 19:30 uur (UTC+1) | Schotland   | 1 – 0            | Zwitserland | Villa Park, Birmingham Toeschouwers: 34.946 Scheidsrechter: Václav Krondl ( Tsjechië ) |
| 18 juni 1996 «onderlinge duels» 19:30 uur (UTC+1) | McCoist 36' | Wedstrijdverslag |             | Villa Park, Birmingham Toeschouwers: 34.946 Scheidsrechter: Václav Krondl ( Tsjechië ) |

|                                                   |              |                  |                                             |                                                                                         |
| 18 juni 1996 «onderlinge duels» 19:30 uur (UTC+1) | Nederland    | 1 – 4            | Engeland                                    | Wembley Stadium, Londen Toeschouwers: 76.798 Scheidsrechter: Gerd Grabher ( Oostenrijk) |
| 18 juni 1996 «onderlinge duels» 19:30 uur (UTC+1) | Kluivert 78' | Wedstrijdverslag | 23' (pen.), 57' Shearer 51', 62' Sheringham | Wembley Stadium, Londen Toeschouwers: 76.798 Scheidsrechter: Gerd Grabher ( Oostenrijk) |

### Groep B
Groep B beoogde een spannende groep te zijn, naast de traditionele toplanden Spanje en Frankrijk waren twee kwartfinalisten van het laatste WK aanwezig Roemenië en Bulgarije. Het geringe krachtsverschil zorgde voor voorzichtig voetbal, zo begon Spanje pas aan aanvallen te denken, toen het op achterstand kwam, de wedstrijden tegen Frankrijk en Bulgarije eindigden in een 1-1 gelijkspel. Roemenië toonde op het WK al aan, dat het team vooral goed speelde in de tegenaanval, maar problemen had als het het spel moest maken. Zowel tegen Frankrijk als tegen Bulgarije kwam het snel op achterstand, de Fransman Christophe Dugarry profiteerde van een fout van doelman Bogdan Stelea en de Bulgaar Hristo Stoichkov kreeg vrije doorgang van de Roemeense verdediging. Een geldig doelpunt van Muntenanu werd afgekeurd, terwijl de bal net over de lijn ging. Roemenië kwam deze klappen niet te boven en was snel uitgeschakeld. Frankrijk oefende vooral voor het aanstaande WK en had in Zinédine Zidane en Youri Djorkaeff potentiële wereldsterren. Het neutrale Engelse publiek was vooral verbaasd, dat de in de Engelse competitie excellerende Éric Cantona en David Ginola ontbraken.
In de slotwedstrijden speelden Bulgarije en Frankrijk een beladen wedstrijd tegen elkaar, in 1993 schakelde Bulgarije Frankrijk uit voor het WK in 1994 door in de laatste minuut te scoren. Nu maakte Bulgarije een uitgebluste indruk en was wel heel erg afhankelijk van de grillen van hun sterspeler Hristo Stoichkov, hij scoorde alle Bulgaarse doelpunten dit toernooi. Tekenend was het eigen doelpunt van aanvaller Ljoeboslav Penev, die onfortuinlijk zijn eigen verdediging kwam assisteren. Frankrijk won met 3-1 en Bulgarije moest hopen, dat Spanje niet zou winnen van Roemenië. Spanje kwam ook nu weer in de slotfase op gang. Vijf minuten voor tijd schoot Guillermo Amor de Spanjaarden naar de kwartfinale. Amor ging wel even naar huis om de bevalling van zijn zoon mee te maken.
| Land      | Wed | Win | Gel | Ver | DV | DT | +/− | Pnt |
| --------- | --- | --- | --- | --- | -- | -- | --- | --- |
| Frankrijk | 3   | 2   | 1   | 0   | 5  | 2  | 3   | 7   |
| Spanje    | 3   | 1   | 2   | 0   | 4  | 3  | 1   | 5   |
| Bulgarije | 3   | 1   | 1   | 1   | 3  | 4  | –1  | 4   |
| Roemenië  | 3   | 0   | 0   | 3   | 1  | 4  | –3  | 0   |

|                                                  |             |                  |                       |                                                                                   |
| 9 juni 1996 «onderlinge duels» 14:30 uur (UTC+1) | Spanje      | 1 – 1            | Bulgarije             | Elland Road, Leeds Toeschouwers: 24.006 Scheidsrechter: Piero Ceccarini ( Italië) |
| 9 juni 1996 «onderlinge duels» 14:30 uur (UTC+1) | Alfonso 74' | Wedstrijdverslag | 65' (pen.) Stoitsjkov | Elland Road, Leeds Toeschouwers: 24.006 Scheidsrechter: Piero Ceccarini ( Italië) |

|                                                   |          |                  |             | |
| 10 juni 1996 «onderlinge duels» 19:30 uur (UTC+1) | Roemenië | 0 – 1            | Frankrijk   | St James' Park, Newcastle upon Tyne Toeschouwers: 26.323 Scheidsrechter: Hellmut Krug ( Duitsland) |
| 10 juni 1996 «onderlinge duels» 19:30 uur (UTC+1) |          | Wedstrijdverslag | 25' Dugarry | St James' Park, Newcastle upon Tyne Toeschouwers: 26.323 Scheidsrechter: Hellmut Krug ( Duitsland) |

|                                                   |               |                  |          | |
| 13 juni 1996 «onderlinge duels» 16:30 uur (UTC+1) | Bulgarije     | 1 – 0            | Roemenië | St James' Park, Newcastle upon Tyne Toeschouwers: 19.107 Scheidsrechter: Peter Mikkelsen ( Denemarken) |
| 13 juni 1996 «onderlinge duels» 16:30 uur (UTC+1) | Stoitsjkov 3' | Wedstrijdverslag |          | St James' Park, Newcastle upon Tyne Toeschouwers: 19.107 Scheidsrechter: Peter Mikkelsen ( Denemarken) |

|                                                   |               |                  |              |                                                                                   |
| 15 juni 1996 «onderlinge duels» 18:00 uur (UTC+1) | Frankrijk     | 1 – 1            | Spanje       | Elland Road, Leeds Toeschouwers: 35.626 Scheidsrechter: Vadim Zhuk ( Wit-Rusland) |
| 15 juni 1996 «onderlinge duels» 18:00 uur (UTC+1) | Djorkaeff 48' | Wedstrijdverslag | 85' Caminero | Elland Road, Leeds Toeschouwers: 35.626 Scheidsrechter: Vadim Zhuk ( Wit-Rusland) |

|                                                   |               |                  |                       |                                                                                |
| 18 juni 1996 «onderlinge duels» 16:30 uur (UTC+1) | Roemenië      | 1 – 2            | Spanje                | Elland Road, Leeds Toeschouwers: 32.719 Scheidsrechter: Ahmet Çakar ( Turkije) |
| 18 juni 1996 «onderlinge duels» 16:30 uur (UTC+1) | Răducioiu 29' | Wedstrijdverslag | 11' Manjarín 84' Amor | Elland Road, Leeds Toeschouwers: 32.719 Scheidsrechter: Ahmet Çakar ( Turkije) |

|                                                   |                                     |                  |                |                                                                                             |
| 18 juni 1996 «onderlinge duels» 16:30 uur (UTC+1) | Frankrijk                           | 3 – 1            | Bulgarije      | St James' Park, Newcastle Toeschouwers: 26.976 Scheidsrechter: Dermot Gallagher ( Engeland) |
| 18 juni 1996 «onderlinge duels» 16:30 uur (UTC+1) | Blanc 21' Penev 63' (e.d.) Loko 90' | Wedstrijdverslag | 69' Stoitsjkov | St James' Park, Newcastle Toeschouwers: 26.976 Scheidsrechter: Dermot Gallagher ( Engeland) |

### Groep C
In deze groep waren twee uitgesproken favorieten: Duitsland en Italië, zij onderstreepten deze status door respectievelijk te winnen van Tsjechië en Rusland. Duitsland stond na iets langer dan een half uur met 2-0 voor tegen een zwak spelend Tsjechië en daarna gebeurde er niet veel meer. Italië won met 2-1 tegen een soepel combinerend maar weinig effectief Rusland door twee doelpunten van Pierluigi Casiraghi. Drie dagen later speelde Italië tegen Tsjechië en coach Arrigo Sacchi besloot een aantal spelers rust te geven waaronder Casiraghi en Gianfranco Zola. Dat was een misrekening, want Tsjechië overspeelde Italië in de eerste helft en leed met 2-1 dankzij doelpunten Pavel Nedvěd en Radek Bejbl. De Italianen speelden al na een half uur met tien man dankzij twee gele kaarten van Luighi Appoloni. Sacchi zag zijn fout in en bracht Casiraghi en Zola alsnog in, maar ook zij konden het tij niet keren.
Duitsland was geen team om dit soort misrekeningen te maken en won in de tweede helft met 3-0 van Rusland met onder andere twee goals van Jürgen Klinsmann. Het team was zeker van de volgende ronde, terwijl Italië het onderlinge duel moest winnen. Duitsland was wel al twee spelers van de selectie kwijt: verdediger Jürgen Kohler raakte in de eerste minuten van de eerste wedstrijd geblesseerd en ook Mario Basler moest het team officieel geblesseerd verlaten, maar iedereen was ervan overtuigd dat "Super Mario" door zijn gedrag uit het trainingskamp is gezet. Ook was er veel consternatie in de Duitse kranten over de afwezigheid van de oude aanvoerder Lothar Matthäus, die niet overweg kon met de nieuwe aanvoerder Jürgen Klinsmann. Opvallend was de degelijkheid van de Duitsers, met name Dieter Eilts viel op door zijn harde werken in dienst van het elftal en zou later zelfs door velen uitgeroepen worden tot beste speler van het toernooi.
Italië kreeg in de beginfase een uitgelezen kans om op voorsprong te komen in het beslissende duel tegen de Duitsers. Doelman Andreas Köpke vloerde Casiraghi, nadat hij vrij voor de doelman kwam na een blunder van libero Matthias Sammer. De scheidsrechter gaf een strafschop, maar vergat Köpke uit het veld te sturen. De doelman stopte de strafschop en er was meer tegenslag voor Italië, Tsjechië nam een 2-0 voorsprong tegen een opnieuw slap Rusland. In de tweede helft ging Duitsland steeds verder naar achteren hangen zeker na de rode kaart van Strunz, maar Italië stuitte constant op de uitbllinkende Köpke. Ondertussen was er weer hoop, de wedstrijd tussen Tsjechië en Rusland kantelde en Rusland nam een 2-3 voorsprong. In de slotfase redde invaller Vladimír Šmicer de Tsjechen en scoorde de gelijkmaker. Als beloning mocht Šmicer even naar huis om te gaan trouwen. Italië kon niet meer scoren en vooral coach Sacchi kreeg veel kritiek vanwege zijn vreemde opstelling tegen Tsjechië, na een vriendschappelijke nederlaag tegen Bosnië-Herzegowina nam hij ontslag.
| Land      | Wed | Win | Gel | Ver | DV | DT | +/− | Pnt |
| --------- | --- | --- | --- | --- | -- | -- | --- | --- |
| Duitsland | 3   | 2   | 1   | 0   | 5  | 0  | 5   | 7   |
| Tsjechië  | 3   | 1   | 1   | 1   | 5  | 6  | –1  | 4   |
| Italië    | 3   | 1   | 1   | 1   | 3  | 3  | 0   | 4   |
| Rusland   | 3   | 0   | 1   | 2   | 4  | 8  | –4  | 1   |

|                                                  |                      |                  |          |                                                                                         |
| 9 juni 1996 «onderlinge duels» 17:00 uur (UTC+1) | Duitsland            | 2 – 0            | Tsjechië | Old Trafford, Manchester Toeschouwers: 37.300 Scheidsrechter: David Elleray ( Engeland) |
| 9 juni 1996 «onderlinge duels» 17:00 uur (UTC+1) | Ziege 26' Möller 32' | Wedstrijdverslag |          | Old Trafford, Manchester Toeschouwers: 37.300 Scheidsrechter: David Elleray ( Engeland) |

|                                                   |                   |                  |               |                                                                                     |
| 11 juni 1996 «onderlinge duels» 16:30 uur (UTC+1) | Italië            | 2 – 1            | Rusland       | Anfield, Liverpool Toeschouwers: 35.120 Scheidsrechter: Leslie Mottram ( Schotland) |
| 11 juni 1996 «onderlinge duels» 16:30 uur (UTC+1) | Casiraghi 5', 52' | Wedstrijdverslag | 21' Tsymbalar | Anfield, Liverpool Toeschouwers: 35.120 Scheidsrechter: Leslie Mottram ( Schotland) |

|                                                   |                     |                  |            |                                                                                       |
| 14 juni 1996 «onderlinge duels» 19:30 uur (UTC+1) | Tsjechië            | 2 – 1            | Italië     | Anfield, Liverpool Toeschouwers: 37.320 Scheidsrechter: Antonio López Nieto ( Spanje) |
| 14 juni 1996 «onderlinge duels» 19:30 uur (UTC+1) | Nedvěd 4' Bejbl 35' | Wedstrijdverslag | 18' Chiesa | Anfield, Liverpool Toeschouwers: 37.320 Scheidsrechter: Antonio López Nieto ( Spanje) |

|                                                   |         |                  |                               |                                                                                                |
| 16 juni 1996 «onderlinge duels» 15:00 uur (UTC+1) | Rusland | 0 – 3            | Duitsland                     | Old Trafford, Manchester Toeschouwers: 50.760 Scheidsrechter: Kim Milton Nielsen ( Denemarken) |
| 16 juni 1996 «onderlinge duels» 15:00 uur (UTC+1) |         | Wedstrijdverslag | 56' Sammer 77', 90' Klinsmann | Old Trafford, Manchester Toeschouwers: 50.760 Scheidsrechter: Kim Milton Nielsen ( Denemarken) |

|                                                   |                                             |                  |                                   |                                                                                |
| 19 juni 1996 «onderlinge duels» 19:30 uur (UTC+1) | Rusland                                     | 3 – 3            | Tsjechië                          | Anfield, Liverpool Toeschouwers: 21.128 Scheidsrechter: Anders Frisk ( Zweden) |
| 19 juni 1996 «onderlinge duels» 19:30 uur (UTC+1) | Mostovoj 49' Tetradze 54' Bestsjastnych 85' | Wedstrijdverslag | 5' Suchopárek 19' Kuka 88' Šmicer | Anfield, Liverpool Toeschouwers: 21.128 Scheidsrechter: Anders Frisk ( Zweden) |

|                                                   |                  |       |           |                                                                                      |
| 19 juni 1996 «onderlinge duels» 19:30 uur (UTC+1) | Italië           | 0 – 0 | Duitsland | Old Trafford, Manchester Toeschouwers: 53.740 Scheidsrechter: Guy Goethals ( België) |
| 19 juni 1996 «onderlinge duels» 19:30 uur (UTC+1) | Wedstrijdverslag |       |           | Old Trafford, Manchester Toeschouwers: 53.740 Scheidsrechter: Guy Goethals ( België) |

### Groep D
Deze groep had geen uitgesproken favoriet in de gelederen, Denemarken verdedigde weliswaar zijn titel, maar leek niet zo sterk, al was het vier jaar geleden al niet anders. In de eerste wedstrijd tegen Portugal werd de ploeg bij vlagen weggetikt, maar Brian Laudrup scoorde voor de Denen na een fout van doelman Vitor Baia. Na de gelijkmaker van Sá Pinto gebeurde er niet veel meer. Een week later volgden de balgoochelaars uit de Balkan Kroatië. Na een gezapige eerste helft scoorde Davor Šuker uit een makkelijk gegeven strafschop. De Denen moesten nu komen, maar de Kroaten konden nu naar hartenlust counteren en wonnen met 3-0. Vooral het derde doelpunt van Šuker was uiterst fraai, de Deense doelman Peter Schmeichel was naar voren gelopen om een doelpunt te forceren, maar de Kroaten pikten de bal op, waarna Šuker de net op tijd teruggekeerde Schmeichel passeerde met een fraaie lob.
De Kroaten waren nu geplaatst en de Denen moesten hopen op hun sportieve plicht. Helaas stelde de coach het tweede elftal op tegen Portugal en voor rust was de wedstrijd al beslist. De Portugezen maakten een uiterst balvaardige indruk, waar Rui Costa en Luís Figo hun debuut maakten op het internationale podium. De Denen wonnen de laatste wedstrijd nog wel van het debuterende Turkije, dat alle wedstrijden verloor en zelfs geen doelpunt maakte.
| Land       | Wed | Win | Gel | Ver | DV | DT | +/− | Pnt |
| ---------- | --- | --- | --- | --- | -- | -- | --- | --- |
| Portugal   | 3   | 2   | 1   | 0   | 5  | 1  | 4   | 7   |
| Kroatië    | 3   | 2   | 0   | 1   | 4  | 3  | 1   | 6   |
| Denemarken | 3   | 1   | 1   | 1   | 4  | 4  | 0   | 4   |
| Turkije    | 3   | 0   | 0   | 3   | 0  | 5  | –5  | 0   |

|                                                  |                |                  |              |                                                                                              |
| 9 juni 1996 «onderlinge duels» 19:30 uur (UTC+1) | Denemarken     | 1 – 1            | Portugal     | Hillsborough, Sheffield Toeschouwers: 34.993 Scheidsrechter: Mario van der Ende ( Nederland) |
| 9 juni 1996 «onderlinge duels» 19:30 uur (UTC+1) | B. Laudrup 22' | Wedstrijdverslag | 53' Sá Pinto | Hillsborough, Sheffield Toeschouwers: 34.993 Scheidsrechter: Mario van der Ende ( Nederland) |

|                                                   |         |                  |             |                                                                                                |
| 11 juni 1996 «onderlinge duels» 19:30 uur (UTC+1) | Turkije | 0 – 1            | Kroatië     | City Ground, Nottingham Toeschouwers: 22.406 Scheidsrechter: Serge Muhmenthaler ( Zwitserland) |
| 11 juni 1996 «onderlinge duels» 19:30 uur (UTC+1) |         | Wedstrijdverslag | 86' Vlaović | City Ground, Nottingham Toeschouwers: 22.406 Scheidsrechter: Serge Muhmenthaler ( Zwitserland) |

|                                                   |           |                  |         |                                                                                       |
| 14 juni 1996 «onderlinge duels» 16:30 uur (UTC+1) | Portugal  | 1 – 0            | Turkije | City Ground, Nottingham Toeschouwers: 22.670 Scheidsrechter: Sándor Puhl ( Hongarije) |
| 14 juni 1996 «onderlinge duels» 16:30 uur (UTC+1) | Couto 66' | Wedstrijdverslag |         | City Ground, Nottingham Toeschouwers: 22.670 Scheidsrechter: Sándor Puhl ( Hongarije) |

|                                                   |                                 |                  |            |                                                                                      |
| 16 juni 1996 «onderlinge duels» 18:00 uur (UTC+1) | Kroatië                         | 3 – 0            | Denemarken | Hillsborough, Sheffield Toeschouwers: 33.671 Scheidsrechter: Marc Batta ( Frankrijk) |
| 16 juni 1996 «onderlinge duels» 18:00 uur (UTC+1) | Šuker 53' (pen.), 90' Boban 81' | Wedstrijdverslag |            | Hillsborough, Sheffield Toeschouwers: 33.671 Scheidsrechter: Marc Batta ( Frankrijk) |

|                                                   |         |                  |                                     |                                                                                           |
| 19 juni 1996 «onderlinge duels» 16:30 uur (UTC+1) | Kroatië | 0 – 3            | Portugal                            | City Ground, Nottingham Toeschouwers: 20.484 Scheidsrechter: Bernd Heynemann ( Duitsland) |
| 19 juni 1996 «onderlinge duels» 16:30 uur (UTC+1) |         | Wedstrijdverslag | 4' Figo 33' João Pinto 82' Domingos | City Ground, Nottingham Toeschouwers: 20.484 Scheidsrechter: Bernd Heynemann ( Duitsland) |

|                                                   |         |                  |                                    |                                                                                          |
| 19 juni 1996 «onderlinge duels» 16:30 uur (UTC+1) | Turkije | 0 – 3            | Denemarken                         | Hillsborough, Sheffield Toeschouwers: 28.671 Scheidsrechter: Nikolai Levnikov ( Rusland) |
| 19 juni 1996 «onderlinge duels» 16:30 uur (UTC+1) |         | Wedstrijdverslag | 50', 84' B. Laudrup 69' A. Nielsen | Hillsborough, Sheffield Toeschouwers: 28.671 Scheidsrechter: Nikolai Levnikov ( Rusland) |

## Knock-outfase
|  | kwartfinale          | kwartfinale      |                      |       | halve finale | halve finale |  |  | finale | finale |
|  |                      |                  |                      |       |              |              |  |  |        |        |
|  |                      |                  |                      |       |              |              |  |  |        |        |
|  | 22 juni – Liverpool  |                  |                      |       |              |              |  |  |        |        |
|  |                      |                  |                      |       |              |              |  |  |        |        |
|  | Frankrijk            | 0 (5)            |                      |       |              |              |  |  |        |        |
|  | Frankrijk            | 0 (5)            | 26 juni – Manchester |       |              |              |  |  |        |        |
|  | Nederland            | 0 (4)            |                      |       |              |              |  |  |        |        |
|  | Nederland            | 0 (4)            | Frankrijk            | 0 (5) |              |              |  |  |        |        |
|  | 23 juni – Birmingham |                  | Frankrijk            | 0 (5) |              |              |  |  |        |        |
|  |                      | Tsjechië         | 0 (6)                |       |              |              |  |  |        |        |
|  | Tsjechië             | Tsjechië         | 0 (6)                | 1     |              |              |  |  |        |        |
|  | Tsjechië             |                  | 30 juni – Londen     | 1     |              |              |  |  |        |        |
|  | Portugal             | 0                |                      |       |              |              |  |  |        |        |
|  | Portugal             | 0                | Tsjechië             | 1     |              |              |  |  |        |        |
|  | 23 juni – Manchester |                  | Tsjechië             | 1     |              |              |  |  |        |        |
|  |                      | Duitsland        | 2                    |       |              |              |  |  |        |        |
|  | Duitsland            | Duitsland        | 2                    | 2     |              |              |  |  |        |        |
|  | Duitsland            | 26 juni – Londen |                      | 2     |              |              |  |  |        |        |
|  | Kroatië              | 1                |                      |       |              |              |  |  |        |        |
|  | Kroatië              | 1                | Duitsland            | 1 (6) |              |              |  |  |        |        |
|  | 22 juni – Londen     |                  | Duitsland            | 1 (6) |              |              |  |  |        |        |
|  |                      | Engeland         | 1 (5)                |       |              |              |  |  |        |        |
|  | Spanje               | Engeland         | 1 (5)                | 0 (2) |              |              |  |  |        |        |
|  | Spanje               |                  |                      | 0 (2) |              |              |  |  |        |        |
|  | Engeland             | 0 (4)            |                      |       |              |              |  |  |        |        |
|  | Engeland             | 0 (4)            |                      |       |              |              |  |  |        |        |

### Kwartfinales

#### Engeland - Spanje
Na de galavoorstelling tegen Nederland ging het thuisland er even voor zitten, maar Spanje was een behoorlijk taaie tegenstander. In de eerste helft waren de Spanjaarden beter en een zuiver doelpunt van Julio Salinas werd ten onrechte wegens buitenspel afgekeurd. In de tweede helft werd een val van Alfonso in het Engelse strafschopgebied gezien als een "Schwalbe" en de speler ontving een gele kaart. In de herhaling was het duidelijk, dat de Spanjaard onreglementair werd gestopt door Paul Gascoigne. Daarna zakte het spelpeil steeds verder weg, Spanje geloofde het wel en beperkte zich tot verdedigen en de Engelsen maakten de hele wedstrijd een armoedige indruk. In de strafschoppenserie was David Seaman de grote held van het thuisland door een strafschop van Nadal te stoppen, terwijl Fernando Hierro eerder al keihard op de lat schoot. Bij de Engelse penaltynummers nam Stuart Pearce persoonlijke revanche, na een eerdere misser in een strafschoppenserie op het WK 1990 tegen Duitsland was hij de zondebok van de natie. Na afloop ontplofte het Wembley Stadium opnieuw net als tegen Nederland, maar nu vooral door opluchting. Het was de eerste keer dat Engeland een strafschoppenserie won. Het zou tot 2018 duren voordat er weer eens een strafschoppenserie winnend werd afgesloten.
|                                                   |                          |            |                                |                                                                                      |
| 22 juni 1996 «onderlinge duels» 15:00 uur (UTC+1) | Spanje                   | 0 – 0 (nv) | Engeland                       | Wembley Stadium, Londen Toeschouwers: 75.440 Scheidsrechter: Marc Batta ( Frankrijk) |
| 22 juni 1996 «onderlinge duels» 15:00 uur (UTC+1) | Wedstrijdverslag         |            |                                | Wembley Stadium, Londen Toeschouwers: 75.440 Scheidsrechter: Marc Batta ( Frankrijk) |
| 22 juni 1996 «onderlinge duels» 15:00 uur (UTC+1) | Strafschoppen            |            |                                | Wembley Stadium, Londen Toeschouwers: 75.440 Scheidsrechter: Marc Batta ( Frankrijk) |
| 22 juni 1996 «onderlinge duels» 15:00 uur (UTC+1) | Hierro Amor Belsué Nadal | 2 – 4      | Shearer Platt Pearce Gascoigne | Wembley Stadium, Londen Toeschouwers: 75.440 Scheidsrechter: Marc Batta ( Frankrijk) |

#### Frankrijk - Nederland
De wedstrijd tussen Frankrijk en Nederland leek meer een schaakspel dan een voetbalwedstrijd, beide teams speelden heel voorzichtig. Het waren de verdedigers, die domineerden en de aanvallers hadden totaal geen kans. Na de wanvertoning tegen Engeland had Guus Hiddink onder andere Clarence Seedorf gewisseld, hij viel in voor de opnieuw teleurstellend spelende Dennis Bergkamp. Aan het einde van de wedstrijd had Nederland de wedstrijd kunnen winnen, scheidsrechter Lopez Nieto zag een handsbal van Marcel Desailly over het hoofd, de voor het eerst in de basis acterende Phillip Cocu schoot een vrije trap op de paal en Clarence Seedorf miste een opgelegde kans. In de verlenging gebeurde niets meer en in de strafschoppenserie miste Clarence Seedorf als enige.
|                                                   |                                        |            |                                           |                                                                                      |
| 22 juni 1996 «onderlinge duels» 18:30 uur (UTC+1) | Frankrijk                              | 0 – 0 (nv) | Nederland                                 | Anfield, Liverpool Toeschouwers: 37.465 Scheidsrechter: Antonio López Nieto (Spanje) |
| 22 juni 1996 «onderlinge duels» 18:30 uur (UTC+1) | Wedstrijdverslag                       |            |                                           | Anfield, Liverpool Toeschouwers: 37.465 Scheidsrechter: Antonio López Nieto (Spanje) |
| 22 juni 1996 «onderlinge duels» 18:30 uur (UTC+1) | Strafschoppen                          |            |                                           | Anfield, Liverpool Toeschouwers: 37.465 Scheidsrechter: Antonio López Nieto (Spanje) |
| 22 juni 1996 «onderlinge duels» 18:30 uur (UTC+1) | Zidane Djorkaeff Lizarazu Guérin Blanc | 5 – 4      | De Kock R. de Boer Kluivert Seedorf Blind | Anfield, Liverpool Toeschouwers: 37.465 Scheidsrechter: Antonio López Nieto (Spanje) |

#### Duitsland - Kroatië
Duitsland tegen Kroatië was het enige, aantrekkelijke duel in de kwartfinale, vooral omdat beide teams een agressieve indruk maakte. Binnen 20 minuten hadden de Duitsers al twee gele kaarten ontvangen, maar de beste kansen waren voor de Kroaten. Bij de eerste Duitse aanval maakte Nikola Jerkan aangeschoten hands, waardoor Jürgen Klinsmann vanaf de stip de score kon openen. Nadat de Kroaten een strafschop werden onthouden, sloegen de stoppen door en begonnen ze te schoppen op alles wat bewoog. Zo waren voor rust de twee Duitse aanvallers Klinsmann en Bobic al vervangen. Dat agressief voetbal ook tot iets moois kon leiden bleek in de 52e minuut: fanatiek forchecking op de Duitse verdediging leidde tot balverlies bij Duitsland, waarna Davor Šuker Andreas Köpke passeerde met een slepende voetbeweging. De technisch sterkere Kroaten leken de strijd te gaan winnen, maar verloren hun hoofd, Igor Štimac maakt op het middenveld een onnodige overtreding, hetgeen zijn tweede gele kaart opleverde. Vlak daarna scoorde Matthias Sammer, nadat hij een voorzet ontving van Markus Babbel na een duel met een Kroaat, dat meer op vrij worstelen leek. Kroatië was niet meer in staat de wedstrijd om te draaien en Duitsland haalde zoals altijd op een degelijke manier de halve finales, voor de zesde keer in zeven EK's.
|                                                   |                                 |                  |           |                                                                                      |
| 23 juni 1996 «onderlinge duels» 15:00 uur (UTC+1) | Duitsland                       | 2 – 1            | Kroatië   | Old Trafford, Manchester Toeschouwers: 43.412 Scheidsrechter: Leif Sundell ( Zweden) |
| 23 juni 1996 «onderlinge duels» 15:00 uur (UTC+1) | Klinsmann 20' (pen.) Sammer 59' | Wedstrijdverslag | 51' Šuker | Old Trafford, Manchester Toeschouwers: 43.412 Scheidsrechter: Leif Sundell ( Zweden) |

#### Portugal - Tsjechië
Ook Portugal tegen Tsjechië leverde saai spel op, waarbij de Portugezen lustig combineerden, maar weinig gevaar konden uitrichten tegen de massaal verdedigende Tsjechische ploeg. De wedstrijd leverde wel een mooi hoogtepunt op: Karel Poborský begon aan een solo en versloeg de Portugese doelman Vitor Baia met een fraaie lob, waar zelfs de geklopte een applausje voor over had. De Portugese aanval was niet bij machte de schade te herstellen, ook niet toen Látal uit het veld werd gestuurd. Tsjechië haalde onverwachts de halve finale, maar maar liefst vier spelers waren geschorst voor de wedstrijd tegen Frankrijk.
|                                                   |              |                  |          |                                                                                       |
| 23 juni 1996 «onderlinge duels» 18:30 uur (UTC+1) | Tsjechië     | 1 – 0            | Portugal | Villa Park, Birmingham Toeschouwers: 26.832 Scheidsrechter: Hellmut Krug ( Duitsland) |
| 23 juni 1996 «onderlinge duels» 18:30 uur (UTC+1) | Poborský 53' | Wedstrijdverslag |          | Villa Park, Birmingham Toeschouwers: 26.832 Scheidsrechter: Hellmut Krug ( Duitsland) |

### Halve finales

#### Tsjechië - Frankrijk
Gebeurden er in de overige wedstrijden nog wel iets, in de halve finale tussen Frankrijk en Tsjechië was het helemaal saaiheid troef. De beste speler was nog wel Youri Djorkaeff, die met een schot op de paal voor het enige hoogtepunt zorgde. De Tsjechen misten vier spelers door schorsingen en zinspeelden alleen op de tegenaanval via Karel Poborsky en Frankrijk durfde nauwelijks risico te nemen, het grote talent Zinédine Zidane was compleet onzichtbaar. Meest schrijnend waren de verlengingen, waar beide teams zo bang waren voor "the golden goal", dat er nu helemaal niets meer gebeurde. De eerste vijf strafschoppen schoten ze allebei in, in de shootout miste Reynald Pedros voor Frankrijk en Miroslav Kadlec schoot raak.
|                                                   |                                               |            |                                          |                                                                                           |
| 26 juni 1996 «onderlinge duels» 16:00 uur (UTC+1) | Frankrijk                                     | 0 – 0 (nv) | Tsjechië                                 | Old Trafford, Manchester Toeschouwers: 43.877 Scheidsrechter: Leslie Mottram ( Schotland) |
| 26 juni 1996 «onderlinge duels» 16:00 uur (UTC+1) | Wedstrijdverslag                              |            |                                          | Old Trafford, Manchester Toeschouwers: 43.877 Scheidsrechter: Leslie Mottram ( Schotland) |
| 26 juni 1996 «onderlinge duels» 16:00 uur (UTC+1) | Strafschoppen                                 |            |                                          | Old Trafford, Manchester Toeschouwers: 43.877 Scheidsrechter: Leslie Mottram ( Schotland) |
| 26 juni 1996 «onderlinge duels» 16:00 uur (UTC+1) | Zidane Djorkaeff Lizarazu Guérin Blanc Pedros | 5 – 6      | Kubík Nedvěd Berger Poborský Rada Kadlec | Old Trafford, Manchester Toeschouwers: 43.877 Scheidsrechter: Leslie Mottram ( Schotland) |

In vergelijking met het vorige EK plaatste Duitsland zich opnieuw voor de halve finales. Frankrijk schakelde Nederland uit, Engeland en Tsjechië namen de plaatsen in van Zweden en Denemarken.

#### Engeland - Duitsland
Engeland was al dagen in de ban van de wedstrijd tegen aartsvijand Duitsland en vooral de boulevardpers pakte uit, Paul Gascoigne en Stuart Pearce werden in the Sun afgebeeld als frontsoldaten, die ten strijde gingen tegen de Duitsers. De wedstrijd zelf was een verademing in vergelijking met al die andere wedstrijden, er werd aanvallend en fair gespeeld. Het begin van de wedstrijd was duidelijk voor Engeland, na drie minuten scoorde Alan Shearer zijn vijfde doelpunt van het toernooi. Het bleef stormen voor het Duitse doelgebied, maar net als de Kroaten waren de Duitsers weer effectief: de eerste kans kwam na vijftien minuten, Stefan Kuntz (de vervanger van de geblesseerde Jürgen Klinsmann) scoorde na mooi combinatie-werk van Andreas Möller en Thomas Helmer. Möller was door coach Berti Vogts als enige creatieve man opgesteld op het middenveld, na de groepswedstrijd werd de andere creatieve man Thomas Häßler opgeofferd. Möller maakte zijn belofte waar in deze wedstrijd en was de vormgever op het veld. Na het spetterende begin waren er niet veel kansen, maar in de verlengingen bloeide de wedstrijd op. Waar in de andere halve finale niet meer werd gevoetbald, omdat men bang was voor "the golden goal", trokken beide elftallen vol ten aanval. Voor Engeland raakte Darren Anderton de paal en kwam Paul Gascoigne een teenlengte tekort om de bal in te tikken. Aan Duitse zijde werd een doelpunt van opnieuw Stefan Kuntz afgekeurd. Uiteindelijk moesten strafschoppen de beslissing brengen, de eerste vijf strafschoppen werden door beide teams feilloos ingeschoten. In de beslissende ronde stopte Andreas Köpke de slecht ingeschoten strafschop van Gareth Southgate, waarna Andreas Möller de Duitsers naar de finale schoot.
|                                                   |                                         |                  |                                                     |                                                                                       |
| 26 juni 1996 «onderlinge duels» 19:30 uur (UTC+1) | Duitsland                               | 1 – 1 (nv)       | Engeland                                            | Wembley Stadium, Londen Toeschouwers: 75.862 Scheidsrechter: Sándor Puhl ( Hongarije) |
| 26 juni 1996 «onderlinge duels» 19:30 uur (UTC+1) | Kuntz 16'                               | Wedstrijdverslag | 3' Shearer                                          | Wembley Stadium, Londen Toeschouwers: 75.862 Scheidsrechter: Sándor Puhl ( Hongarije) |
| 26 juni 1996 «onderlinge duels» 19:30 uur (UTC+1) | Strafschoppen                           |                  |                                                     | Wembley Stadium, Londen Toeschouwers: 75.862 Scheidsrechter: Sándor Puhl ( Hongarije) |
| 26 juni 1996 «onderlinge duels» 19:30 uur (UTC+1) | Häßler Strunz Reuter Ziege Kuntz Möller | 6 – 5            | Shearer Platt Pearce Gascoigne Sheringham Southgate | Wembley Stadium, Londen Toeschouwers: 75.862 Scheidsrechter: Sándor Puhl ( Hongarije) |

### Finale
|                                                   |                   |                  |                   |                                                                                           |
| 30 juni 1996 «onderlinge duels» 19:00 uur (UTC+1) | Tsjechië          | 1 – 2            | Duitsland         | Wembley Stadium, Londen Toeschouwers: 73.611 Scheidsrechter: Pierluigi Pairetto ( Italië) |
| 30 juni 1996 «onderlinge duels» 19:00 uur (UTC+1) | Berger 59' (pen.) | Wedstrijdverslag | 73', 95' Bierhoff | Wembley Stadium, Londen Toeschouwers: 73.611 Scheidsrechter: Pierluigi Pairetto ( Italië) |

| UEFA Europees kampioenschap voetbal Winnaar 1996 |
| ------------------------------------------------ |
| DUITSLAND 3de titel                              |

## Doelpuntenmakers
5 doelpunten
- Alan Shearer

3 doelpunten
- Christo Stoitsjkov
- Davor Šuker
- Brian Laudrup
- Jürgen Klinsmann

2 goals
- Teddy Sheringham
- Oliver Bierhoff
- Matthias Sammer
- Pierluigi Casiraghi

1 goal
- Zvonimir Boban
- Goran Vlaović
- Radek Bejbl
- Patrik Berger
- Pavel Kuka
- Pavel Nedvěd
- Karel Poborský
- Vladimír Šmicer
- Jan Suchopárek
- Allan Nielsen
- Paul Gascoigne
- Laurent Blanc
- Youri Djorkaeff
- Christophe Dugarry
- Patrice Loko
- Stefan Kuntz
- Andreas Möller
- Christian Ziege
- Enrico Chiesa
- Dennis Bergkamp
- Jordi Cruijff
- Patrick Kluivert
- Fernando Couto
- Domingos
- Luís Figo
- João Pinto
- Sá Pinto
- Florin Răducioiu
- Vladimir Bestsjastnych
- Aleksandr Mostovoj
- Omari Tetradze
- Ilya Tsymbalar
- Ally McCoist
- Alfonso
- Guillermo Amor
- José Luis Caminero
- Javier Manjarín
- Kubilay Türkyilmaz

Eigen doelpunt
- Lyuboslav Penev (Tegen  Frankrijk)

## Trivia
- Het EK voetbal van 1996 heeft geresulteerd in een winst van 69 miljoen pond (ruim 170 miljoen gulden). Tweederde ging naar de zestien landen, die deelnamen aan het Europees kampioenschap. Europees kampioen Duitsland verdiende het meest: 6 miljoen pond (15 miljoen gulden). Een derde ging naar een speciaal fonds van de UEFA, dat opgericht is ten ontwikkeling van het voetbal in noodlijdende Oosteuropese landen.[2]